# 组合数学
组合数学（英語：Combinatorics），在总體上是一门研究可數或离散对象的科学。它可分为廣義上的和狭義上的兩種層面，若是前者  (廣義的组合数学)  ，其相当于离散数学，而后者 (狭义的组合数学)  則是组合计数、图论、代数结构、数理逻辑等的总称，但这只是不同学者在稱謂上的区别。而随着计算机科学日益发展，组合数学的重要性也日渐凸显，因为计算机科学的核心内容是使用算法处理离散数据。
狭义的组合数学主要研究满足一定条件的组态（也称组合模型）的存在、计数以及构造等方面的问题。组合数学的主要内容有组合计数、组合设计(Combinatorial design)、组合矩阵(Combinatorial matrix theory)、组合最佳化（最佳組合）等。

## 歷史

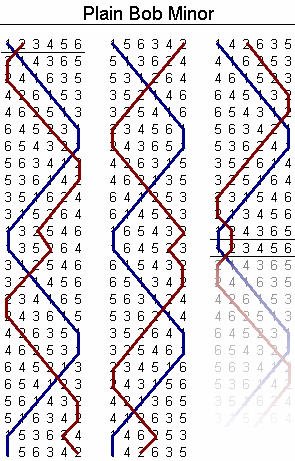
An example of change ringing (with six bells), one of the earliest nontrivial results in graph theory.

最基本的組合數學的思想和枚舉的方法在古老時代就已經出現。西元前6世紀的古印度外科醫生妙聞指出可以由6種相異味道組合出63種相異結果（每種味道都可以選擇或不選擇，但不能都不選擇，因此有26−1=63種組合）；古羅馬時期，希臘史學家普魯塔克與克律西波斯、喜帕恰斯討論了後來顯示與Schröder–Hipparchus數有關的枚舉問題；西元前3世紀的阿基米德在其數學文章Ostomachion中講述拼接拼圖的智力遊戲（tiling puzzle）。
中世紀時，組合數學持續發展（主要是歐洲外的文明）。西元850年的印度數學家Mahāvīra提供了關於排列數與組合的公式，甚至可能早在6世紀的印度數學家就對這些公式熟悉。西元1140年哲學家與天文學家阿伯拉罕·伊本·埃茲拉確認了二項式係數的對稱性，而二項式係數公式則是由猶太人數學家吉尔松尼德在西元1321年得到。楊輝三角形最早可追溯至10世紀的數學論文，在中國則首現於13世紀南宋楊輝《詳解九章算法》。在英格蘭則出現與哈密頓迴路相關的例子。
文藝復興時期，與其他數學或科學領域一樣，組合數學再現生機。帕斯卡、牛頓、雅各布·白努利、歐拉等人的研究為此新興領域打下基礎。在更近代，西爾維斯特和馬克斯·馬奧尼也在組合計數和代數組合學有貢獻。数学家也對四色問題等圖論有極大興趣。
在20世紀下半葉，組合數學成長相當迅速，甚至出現數十種新的期刊和會議，這種成長某程度上是由與其他領域的連結與應用所帶動，如代數、機率論、泛函分析和數論。

## 组合数学中的著名问题
- 計算一些物品在特定條件下分組的方法數目。這些是關於排列、組合和整數分拆。
- 地图着色问题：為地图填色，每區用一色。如果要邻區颜色相异，是否只需四色？這是圖論題。
- 船夫过河问题：船夫要把一匹狼、一只羊和一棵菜运过河。只要船夫不在场，羊就会吃白菜、狼就会吃羊，但船每次只能运送一种东西。怎样把所有东西运过河？這是線性規劃題。
- 中国邮差问题：由中华民国组合数学家管梅谷教授提出。邮差要穿过城市的每一条路至少一次，怎样行走走过的路程最短？这不是NP完全问题，存在多项式复杂度算法：先求出度为奇数的点，用匹配算法算出这些点间的连接方式，然后再用欧拉路径算法求解。也是圖論題。
- 任务分配问题（也称分配问题）：有一些员工要完成一些任务。各员工完成不同任务用的时间都不同。每个员工只分配一项任务。每项任务只分给一个员工。怎样分配员工与任务以使所花费的时间最少？也是線性規劃題。
- 如何構造幻方： 幻方為一方陣，填入不重複之自然數，並使其中每一縱列、橫列、對角線內數字之和皆相同。
- 數獨：遊戲一般由9個3×3個的九宫格組成。每一列的數字均須包含 1～9，不能缺少，也不能重複。每一宮(粗黑線圍起來的區域，通常是 3x3 的九宮格)的數字均須包含 1～9，不能缺少，也不能重複。參見Mathematics_of_Sudoku（英语：Mathematics_of_Sudoku）

## 排列
从{\displaystyle n}个元素取出{\displaystyle k}个元素，{\displaystyle k}个元素的排列數量為：
{\displaystyle P_{k}^{n}={\frac {n!}{(n-k)!}}}
以賽馬為例，有8匹马参赛，玩家需在彩票上填入前三匹胜出的马匹号码，從8匹馬取出3匹來排前3名，排列數量為：
{\displaystyle P_{3}^{8}={\frac {8!}{(8-3)!}}=8\times 7\times 6=336}
因为有336种排列，因此玩家在一次填入中中奖的概率是：
{\displaystyle P={\frac {1}{336}}=0.00298} (假設每匹馬贏的機會相等)
不過，中國大陸的教科書則是把從n取k的情況記作{\displaystyle P_{n}^{k}}或{\displaystyle A_{n}^{k}}（A代表Arrangement，即排列）。
上例是在取出元素不重複出現的狀況建立。
從{\displaystyle n}个元素取出{\displaystyle k}个元素，{\displaystyle k}个元素可以重复出现，這排列數量為：
{\displaystyle U_{k}^{n}=n^{k}}
以四星彩為例，10個數取4個，因可能重複所以排列數量為：
{\displaystyle U_{4}^{10}=10^{4}=10000}
这时的一次性添入中奖的概率就是：
{\displaystyle P={\frac {1}{10000}}=0.0001}

## 组合
和排列不同的是，组合不考虑取出元素的顺序。
从{\displaystyle n}个元素取出{\displaystyle k}个，{\displaystyle k}个元素的组合數量为：
{\displaystyle C_{k}^{n}={n \choose k}={\frac {P_{k}^{n}}{k!}}={\frac {n!}{k!(n-k)!}}}
中國大陸的教科書則是把從{\displaystyle n}取{\displaystyle k}的情況記作{\displaystyle C_{n}^{k}}。
以香港六合彩為例，六合彩49顆球選6顆的组合數量为：
{\displaystyle C_{6}^{49}={49 \choose 6}={\frac {49!}{6!43!}}=13983816}
如同排列，上面的例子是建立在取出元素不重複出現狀況。
从{\displaystyle n}个元素取出{\displaystyle k}个元素，{\displaystyle k}個元素可以重複出現，组合數量为：
{\displaystyle H_{k}^{n}=C_{k}^{n+k-1}}
以取色球為例，每種顏色的球有無限多顆，從8種色球取出5顆球，這組合數量為：
{\displaystyle H_{5}^{8}=C_{5}^{8+5-1}=C_{5}^{12}={\frac {12!}{5!7!}}=792}
因為組合數量公式特性，重複組合轉換成組合有另一種公式為：
{\displaystyle H_{k}^{n}=C_{k}^{n+k-1}={\frac {(n+k-1)!}{k!(n-1)!}}=C_{n-1}^{n+k-1}}
另外{\displaystyle H_{k}^{n}}也可以記為{\displaystyle F_{k}^{n}}
{\displaystyle F_{k}^{n}=H_{k}^{n}}

## 总结
| {\displaystyle n}中取{\displaystyle k} | 直線排列 （考慮順序）                                              | 环状排列                                                                                                | 组合 （不考慮順序）                                                              |
| 不重复出现 （不放回去）                | {\displaystyle P_{k}^{n}={\frac {n!}{(n-k)!}}} （OEIS數列A008279） | {\displaystyle {\frac {n!}{k\cdot (n-k)!}}} （OEIS數列A111492）                                         | {\displaystyle C_{k}^{n}={\frac {n!}{k!\cdot (n-k)!}}} （OEIS數列A007318）       |
| 可重复出现 （再放回去）                | {\displaystyle U_{k}^{n}=n^{k}} （OEIS數列A004248）                | {\displaystyle {\frac {\sum _{r\|k}(r\cdot \varphi (r)\cdot n^{\frac {k}{r}})}{k}}} （OEIS數列A075195） | {\displaystyle H_{k}^{n}={\frac {(n+k-1)!}{k!\cdot (n-1)!}}} （OEIS數列A097805） |

## 外部連結
- The Combinatorics Net （页面存档备份，存于）
- Electronic Journal of Combinatorics （页面存档备份，存于）
- 点算的奥秘 （页面存档备份，存于）